# Roman Kubicki
Roman Wojciech Kubicki (ur. 22 maja 1957 w Czerwonczynie) – polski filozof, profesor nauk humanistycznych, nauczyciel akademicki Uniwersytetu im. Adama Mickiewicza w Poznaniu i innych uczelni, dziekan dziekan Wydziału Filozoficznego Uniwersytetu im. Adama Mickiewicza w Poznaniu.

## Życiorys
Jest absolwentem VIII Liceum Ogólnokształcącego im. Adama Mickiewicza w Poznaniu (1976). W 1980 ukończył studia na Uniwersytecie im. Adama Mickiewicza w Poznaniu, tam w 1989 obronił pracę doktorską. W 1996 na podstawie dorobku naukowego oraz rozprawy pt. Zmierzch sztuki. Narodziny ponowoczesnej jednostki? uzyskał w Instytucie Filozofii Wydziału Nauk Społecznych Uniwersytetu im. Adama Mickiewicza w Poznaniu stopień doktora habilitowanego nauk humanistycznych w dyscyplinie filozofia w specjalności estetyka. Od 1999 był dziekanem Wydziału Edukacji Artystycznej Akademii Sztuk Pięknych w Poznaniu. 28 lipca 2015 prezydent RP nadał mu tytuł naukowy profesora nauk humanistycznych.
Został profesorem nadzwyczajnym w Instytucie Filozofii Wydziału Nauk Społecznych UAM oraz w Katedrze Historii Sztuki i Filozofii Uniwersytetu Artystycznego w Poznaniu. Wykładał także w Akademii Humanistyczno-Ekonomicznej w Łodzi.
W latach 2003–2009 był przewodniczącym Rady Programowej Galerii Miejskiej Arsenał w Poznaniu. Od 2003 zasiada w Kapitule Nagrody Artystycznej Miasta Poznania (od 2011 jest jej przewodniczącym). 
Objął funkcję dyrektora Instytutu Filozofii Wydziału Nauk Społecznych Uniwersytetu im. Adama Mickiewicza w Poznaniu. Wraz z przekształceniem Instytutu w Wydział (2019) został jego pierwszym dziekanem. Został członkiem Komitetu Nauk Filozoficznych PAN oraz Komisji Zarządzania Kulturą i Mediami Polskiej Akademii Umiejętności.
Oprócz publikacji filozoficznych, zajmuje się również krytyką artystyczną i publicystyką. Publikował m.in. w Arteonie i Gazecie Poznańskiej.